# Mennonitisches Gesangbuch

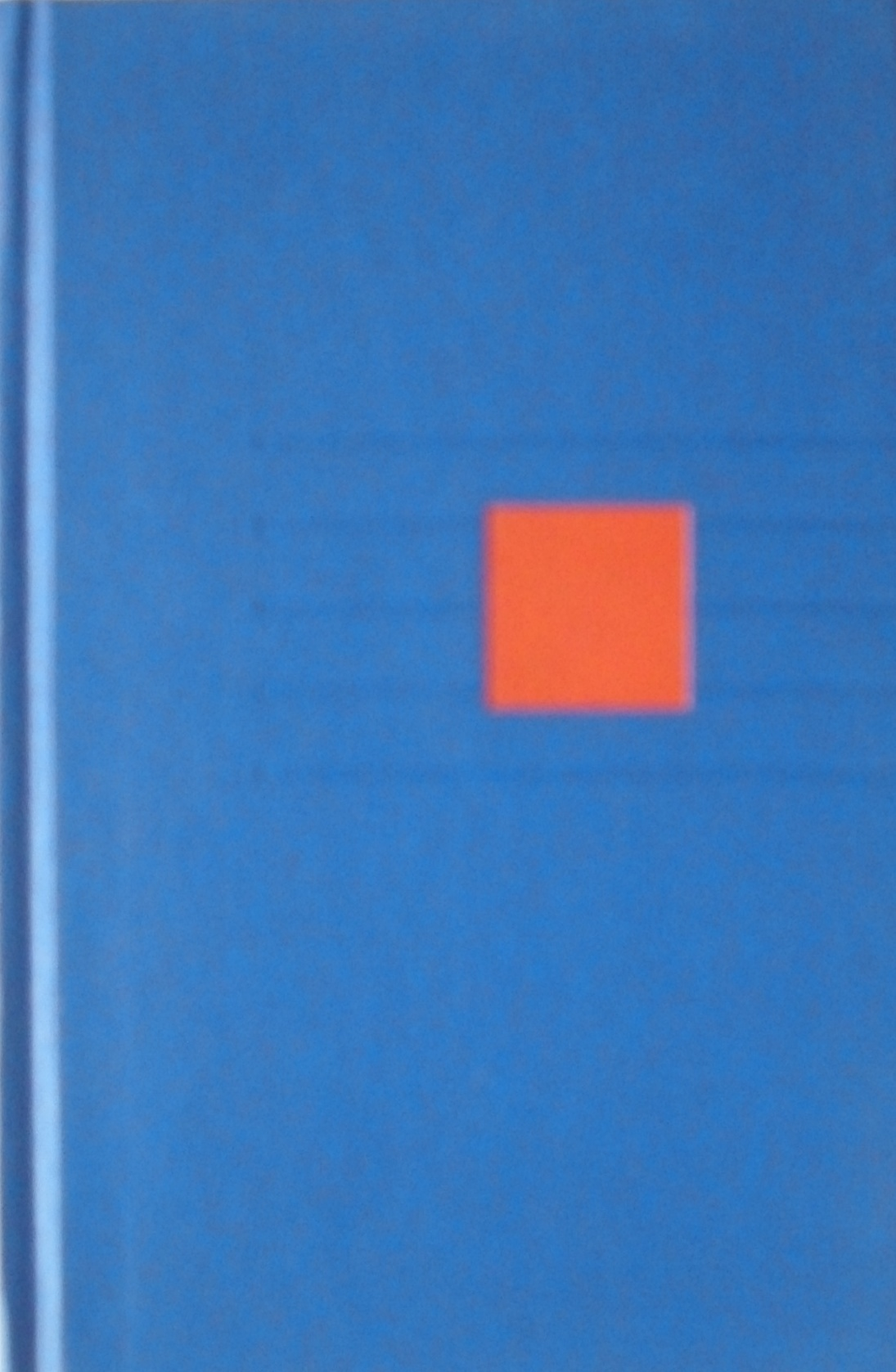
Buchdeckel des Mennonitischen Gesangbuchs

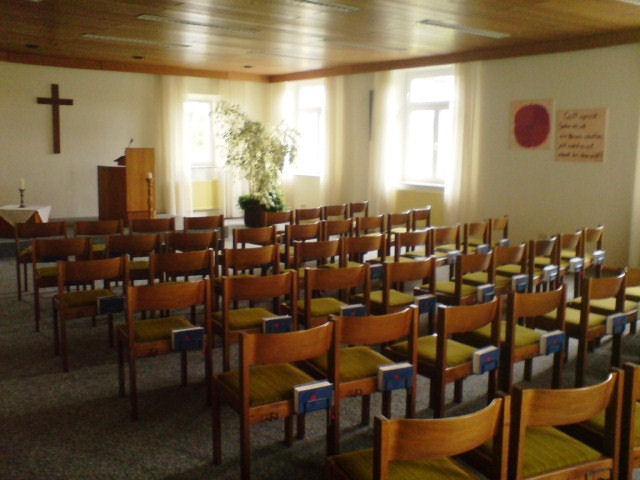
Mennonitische Gesangbücher in der Mennonitengemeinde Bad Friedrichshall-Kochendorf …

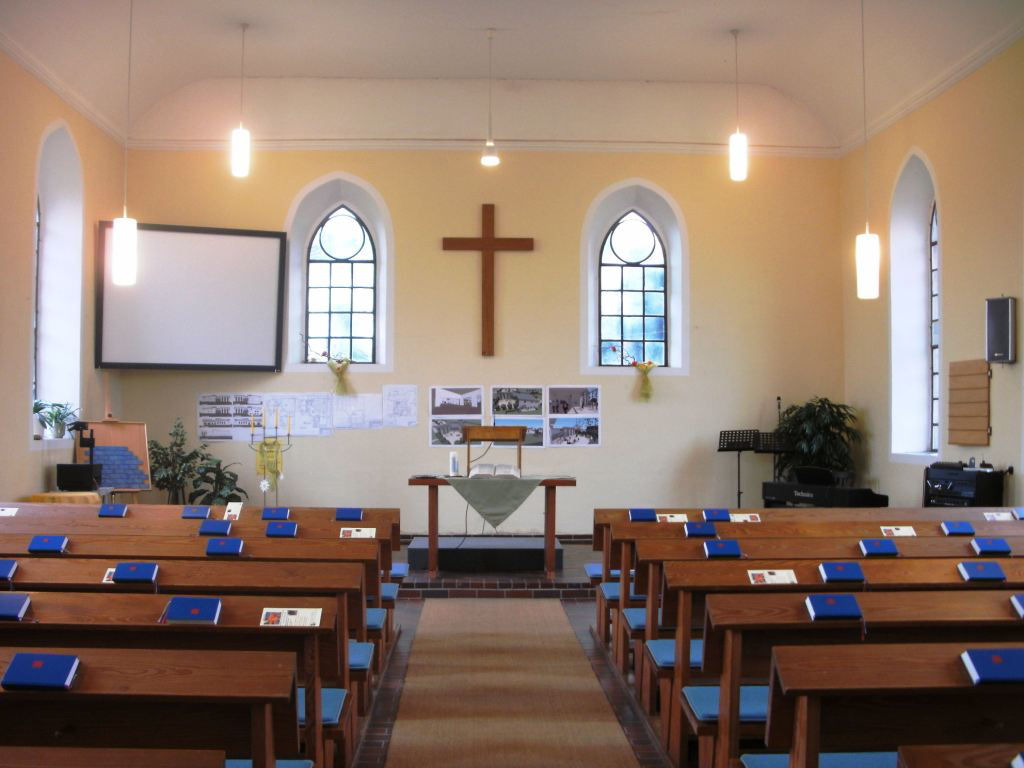
… und in der Mennonitenkirche Sembach

Das Mennonitische Gesangbuch (gängige Abkürzungen sind MG und MGB) ist das Gesangbuch der
Arbeitsgemeinschaft Mennonitischer Gemeinden in Deutschland und der Konferenz der Mennoniten der Schweiz. Es enthält auf etwa 1290 Seiten über 500 Lieder. Das Gesangbuch erschien erstmals im Mai 2004 und löste frühere Gesangbücher aus den Jahren 1972 (in Deutschland) und 1951 (in der deutschsprachigen Schweiz) ab.

## Entstehung und Gliederung
Das Gesangbuch entstand in einer Zusammenarbeit deutscher und schweizerischer Mennoniten. Es teilt sich in einen Lied- und einen Textteil. Der Liedteil besteht aus fünf thematischen Abschnitten mit mehr als 500 Liedern. Die Abschnitte (Gottesdienst feiern, Durch den Tag, Durch das Jahr, Wie Gott uns stärkt und Wozu Gott uns beruft) teilen sich in weitere Unterkapitel mit Liedern beispielsweise zum Abendmahl, zu Weihnachten und auch zu Themenkomplexen wie Nächstenliebe und Frieden, Versöhnung und Gerechtigkeit. Neben traditionellen evangelischen Kirchenliedern und Kanons wurden auch neue geistliche Lieder in das Gesangbuch aufgenommen. Viele stehen in einem ökumenischen Kontext. Die Lieder haben zum großen Teil vierstimmige Sätze und sind mit Akkorden für die Begleitung mit Klavier oder Gitarre versehen. Einige Lieder sind auch mit englischen, französischen, lateinischen und schweizerdeutschen Texten angegeben. Zwischen den Liedern sind zum Teil kürzere Texte als Gedankenimpulse eingestreut. Der Textteil besteht aus Gebeten und Meditationsworten, Psalmen, Segen und Glaubensbekenntnissen. Auch die Schleitheimer Artikel und Zitate bekannter Täufer wie Menno Simons, Hans Denck, Pilgram Marpeck oder Balthasar Hubmaier werden im Textteil mit aufgeführt.
Im Anhang des Gesangbuches befindet sich ein alphabetisches Verzeichnis der Lieder wie auch eines der Autoren mit jeweils kurzen biografischen Angaben. Ein Register führt zudem Bibelstellen auf, die inhaltlich zu einzelnen Liedern in Bezug stehen.

## Ergänzende Werke
Neben dem Gesangbuch erschien ein Begleitbuch für Organisten und Chorleiter sowie eine CD mit Liedern aus dem Gesangbuch, die von mennonitischen Chören und Musikgruppen eingespielt wurden.

## Geschichte
Unter mennonitischen Gemeinden in Westdeutschland war im 16. Jahrhundert das täuferische Ein schön Gesangbüchlein verbreitet. Dessen erste Auflage von 1565 enthielt 122 Lieder. Die Liedertexte des Gesangbüchlein gingen größtenteils auf niederländische Quellen zurück. In der Form erinnern sie stark an Liedformen der Devotio moderna. Die Lieder selbst sind allesamt anonym überliefert. Süddeutsche und schweizerische Gemeinden benutzten vor allem den Ausbund, der um das Jahr 1570 das erste Mal erschien. In einzelnen Gemeinden Süddeutschlands wurde der Ausbund noch bis in das 19. Jahrhundert verwendet. In Norddeutschland wurden später auch niederländische Gesangbücher benutzt. Ein bekanntes niederländisches Gesangbuch war das 1582 von Hans de Ries herausgegebene Lietboeck.
Die Gemeinden in Altona und Danzig ließen im 18. Jahrhundert eigene mennonitische Gesangbücher drucken. In anderen Gemeinden wurden zum Teil die Gesangbücher der evangelischen Landeskirchen mit benutzt. In der Pfalz erschien 1832 ein erstes regionales mennonitisches Gesangbuch unter dem Namen Christliches Gesangbuch, zunächst für die Taufgesinnten in der Pfalz. Es umfasste 383 Lieder. Die Stammlieder waren bereits mit einem Notensatz versehen. Im Jahr 1854 wurde mit dem Gesangbuch zum gottesdienstlichen und häuslichen Gebrauch in Evangelischen Mennoniten-Gemeinden ein neues, etwa 600 Lieder umfassendes Gesangbuch herausgegeben. 1856 wurde dem Gesangbuch ein vierstimmiges Melodienbuch hinzugefügt. Eine neu gestaltete Auflage erschien 1910.

## Andere Gesangbücher
Die Arbeitsgemeinschaft Mennonitischer Brüdergemeinden gab 1990 das Gesangbuch Zum Lob seiner Herrlichkeit als Gesangbuch der Evangelischen Freikirchen, Mennoniten-Brüdergemeinden heraus. Es besteht aus 388 Liedern, einem Inhalts- samt Themenverzeichnis, Psalmengebeten, Modulationen und dem (verkürzten) Glaubensbekenntnis der Mennonitischen Brüdergemeinden. Der Bund Taufgesinnter Gemeinden gab 1996 erstmals das Gesangbuch Unser Glaube – Lieder für die ganze Gemeinde als Liederbuch Taufgesinnter Gemeinden, Mennoniten-Brüdergemeinden heraus. Das Liederbuch wurde sowohl in einer Ausgabe mit als auch in einer ohne Noten herausgegeben. Es besteht aus 475 Liedern, einem Inhalts- samt Themenverzeichnis und einem Abschnitt Wer schrieb die Worte zum Nachdenken mit Kurzbiografien bekannter Täufer und Mennoniten.
Neben den in Deutschland und der Schweiz verwendeten mennonitischen Gesangbüchern wurde von der Vereinigung der Mennonitengemeinden Paraguays 2007 das Gesangbuch der Mennoniten für deutschsprachige Gemeinden in Lateinamerika und Kanada herausgegeben. Es besteht aus 576 Liedern. Jedes Lied ist mit einer kurzen zum Lied passenden Bibelstelle versehen. Neben Liedern für Erwachsene sind auch eine Reihe Kinderlieder aufgenommen worden. Das Gesangbuch enthält Chor- und Klaviersätze.